# トリガー・ストリート・プロダクション
トリガー・ストリート・プロダクション（Trigger Street Productions）は、俳優のケヴィン・スペイシーとその製作パートナーのデイナ・ブルネッティが1997年に設立したエンターテインメント制作会社である。

## フィルモグラフィ

### 映画
- ビッグ・チャンス The Big Kahuna （1999年）
- 私が愛したギャングスター Ordinary Decent Criminal （2000年）
- ダイヴ Interstate 84 （2000年）
- 16歳の合衆国 The United States of Leland （2003年）
- TriggerStreet.com （2004年）
- ビヨンド the シー 夢見るように歌えば Beyond the Sea （2004年）
- The Sasquatch Gang （2006年）
- パラダイス・ロスト Mini's First Time （2006年）
- ラスベガスをぶっつぶせ 21 （2008年）
- ファイナル・ミッション Columbus Day （2008年）
- ファンボーイズ Fanboys （2008年）
- 精神科医ヘンリー・カーターの憂欝 Shrink （2009年）
- Inseparable （2010年）
- Father of Invention （2010年）
- ソーシャル・ネットワーク The Social Network （2010年）
- SAFE/セイフ Safe （2012年）
- Midnight Sun （2011年）
- キャプテン・フィリップス Captain Phillips （2013年）

### ビデオ・テレビ映画
- America Rebuilds: A Year at Ground Zero （2002年）
- Going Hollywood （2005年）
- The Minor Accomplishments of Jackie Woodman （2006年 - 2007年）
- Recount （2008年）
- 4 Fanboys and 1 Girl （2009年）
- House of Cards（2013年–）